# Локально лінійно зв'язаний простір
Локально лінійно зв'язаний простір — топологічний простір, в якому для будь-якої точки і будь-якого її околу є менший лінійно зв'язаний відкритий окіл. Іншими словами, для кожної точки знайдеться база околів, що складається з лінійно зв'язаних множин.
Підмножина топологічного простору називається локально лінійно зв'язаною, якщо воно разом зі своєю індукованої топологією утворює локально лінійно зв'язаний простір.

## Властивості
- Локально лінійно зв'язний простір є локально зв'язаним, обернене твердження не є вірним.
- Зв'язаний, локально лінійно зв'язний простір є лінійно зв'язаним.
- Відкрита підмножина локально лінійно зв'язаного простору теж є локально лінійно зв'язаним простором.
- Топологічний простір є локально лінійно зв'язаним тоді і тільки тоді коли для довільної його відкритої підмножини її компоненти лінійної зв'язності є відкритими підмножинами.
- У локально лінійно зв'язаних просторів поняття компонент зв'язності і компонент лінійної зв'язності є еквівалентними.
- Більшість основних теорем теорії накриттів, зокрема існування універсального накриття вимагає щоб базовий простір був лінійно зв'язаним, локально лінійно зв'язаним і напівлокально однозв'язним.

## Приклади

Топологічний гребінь.

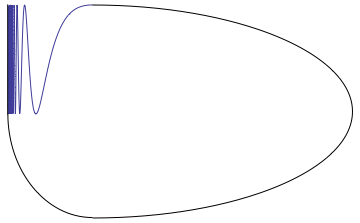

- Евклідів простір {\displaystyle \mathbb {R} ^{n}} зі стандартною топологією є локально лінійно зв'язаним.
- Простір {\displaystyle [0,1]\cup [2,3]} з топологією, індукованої стандартною топологією дійсної прямої, є локально лінійно зв'язаним, однак не є лінійно зв'язаним.
- Підмножина евклідової площини {\displaystyle \left(\{0\}\times [0,1]\right)\cup \left([0,1]\times \{0\}\right)\cup \left(\{1/n\mid n\in \mathbb {N} \}\times [0,1]\right)} з топологією, індукованої стандартною топологією, є, очевидно, лінійно зв'язаним простором, проте не локально лінійно зв'язаним (будь-який відкритий окіл точки {\displaystyle (0,1/2)} не є лінійно зв'язаним).
- Іншим прикладом простору, що є лінійно зв'язаним але не є локально лінійно зв'язаним є об'єднання графіка функції {\displaystyle \sin(1/x),\;x\in (0,1/\pi ]} із дугою,що сполучає точки (1,0) і (0,-1). Будь-який відкритий окіл точки {\displaystyle (0,-1)} не є лінійно зв'язаним
- Зліченна множина з кофінітною топологією (замкнутими підмножинами якої є скінченні підмножини весь простір) є локально зв'язаним простором, але не є локально лінійно зв'язаним.